# Azil (glazbeni sastav)
Azil je hrvatski glazbeni sastav iz Splita.

## Povijest
Osnovana je 2008. godine. Osnovali su ju su radi promicanja i stvaranja glazbe "na tragu nikad zaboravljanih glazbenih rock korijena kao i promoviranja osebujnog stila života obilježenog slobodom, tolerancijom i neovisnošću." Ime su izabrali po mjestu svirke: atomsko sklonište. Budući da riječ "azil" na grčkome znači sklonište, izabrali su to ime. Glazbeno su na njih utjecali Indexi, Queen, Rolling Stones, Deep Purple i ini.
Svi su uglavnom već svirali u nekim mlađim sastavima. Miro i Kali su od malih nogu svirali u sastavu bez konkretnog imena, a Damira je Miro poznavao iz školskih klupa. U sastav je Damir ušao tako što se s njime upoznao na nekoj zabavi gdje je Damir pjevao, a on svirao. Nakon toga mu je prišao i samo rekao "oćeš doć u naš band", što je prihvatio. Probe su imali po iznajmljenim garažama, a ovisno o školi svirali su u svakakve sate, prilagođavajući se slobodnim terminima. Prvu su skidali pjesme sastava kao Bijelo dugme ili Indexi. Nakon završetka srednje i upisa na fakultet Damirov brat Tonči počeo im je pisati pjesme i priča je postala ozbiljnija. Uskoro su na Splitu 3 došli do svoga prostora za probe. Tomislav Mrduljaš ih je primijetio i ponudio suradnju. U Zagrebu u dvorani Vatroslava Lisinskog imali su svoj prvi veći nastup. Bio je to koncert Indexi i prijatelji. Nakon par godina susreli su se s Indexima na koncertu u dvorani Gripe gdje su skupa na bisu svirali.  Dvaput smo svirali na dočeku Nove godine na Rivi: jednom s Ninom Badrić, drugi put s Tonijem Cetinskim, na humanitarnim akcijama i dr. Za 2014. su najavili skoro objavljivanje svog albuma na kojem je trebalo biti desetak skladba. Nakon prvog nastupa 2012. godine, do danas su nanizali nastupe na nekoliko Splitskih festivala, i inih glazbenih manifestacija. 2. veljače 2015. nastupili su u emisiji Radio Dalmacije Uzduž i poprijeko, razgovaravši s Ivanom Perkušićem.
Za skladbu More nemira snimili su spot ljeta 2017. godine. Tom je skladbom sastav trasirao progresivan pop-rock izričaj, s primjesom elektronske glazbe, po kojem je danas prepoznatljiv.

## Članovi
Članovi su do sada sve bili:
- Damir Bavčević (vokal)
- Miro Morović (gitara)
- Jure Kalajžić - Kali (bubnjevi)
- Branimir Jurun (bas gitara)

## Vanjske poveznice
- Facebook
- YouTube